# 小田部陽一

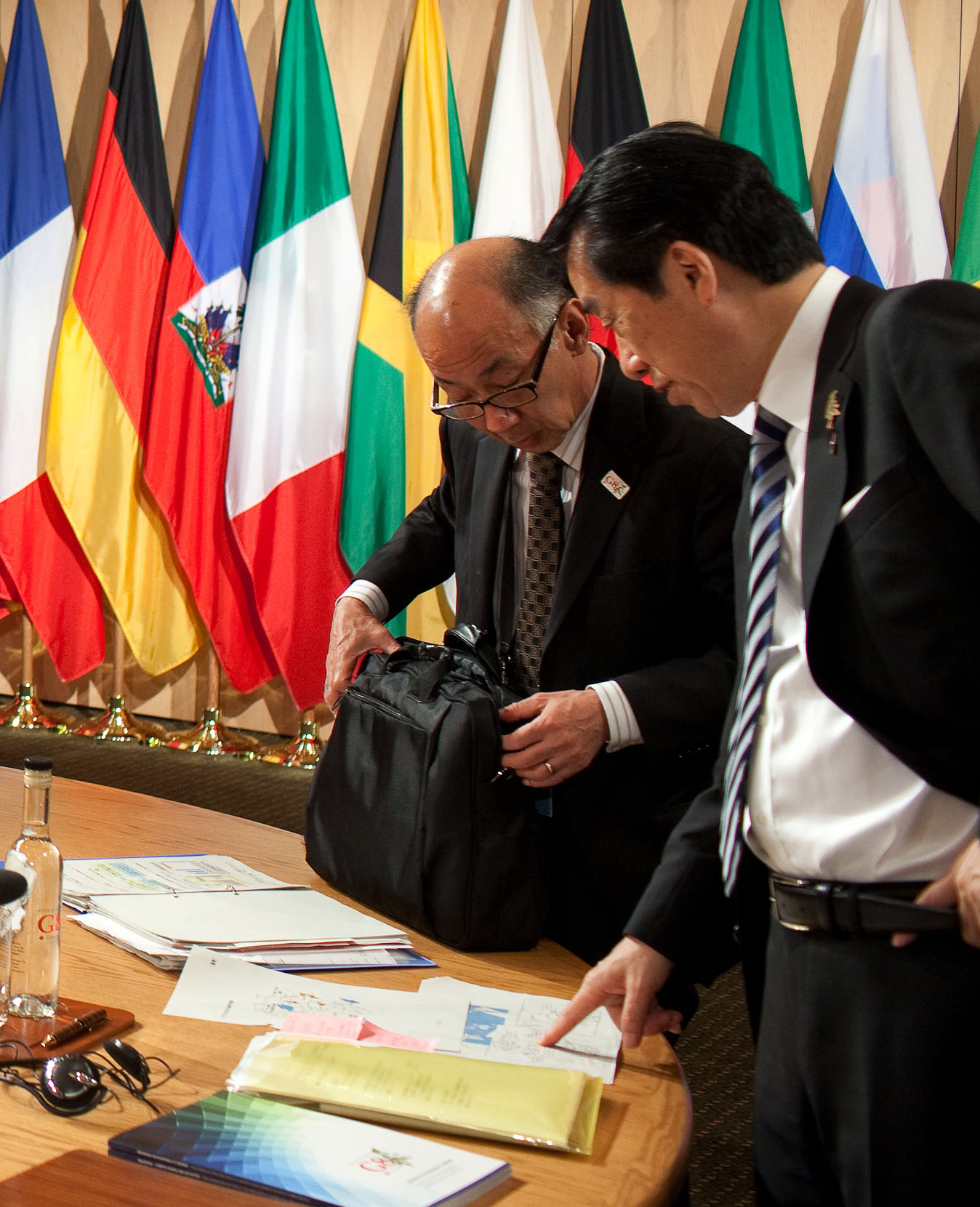
2010年6月25日、第36回主要国首脳会議で
菅直人首相（右）のシェルパとして（左）

小田部 陽一（おたべ よういち、1950年12月28日 - ）は、日本の外交官。外務省経済局長、外務審議官、在ジュネーブ国際機関日本政府代表部特命全権大使を歴任。

## 人物
外交官の小田部謙一は父。灘中学校・高等学校を経て、一橋大学法学部在学中に外交官試験に合格し、1974年に中退して、外務省へ入省した。
2002年には外務省総合外交政策局審議官としてクアラルンプールで行われた日朝国交正常化交渉に、鈴木勝也日朝国交正常化交渉担当大使、藪中三十二アジア大洋州局審議官、斎木昭隆アジア大洋州局参事官、平松賢司北東アジア課長、秋葉剛男条約課長、水内龍太分析1課長とともに参加。朝鮮民主主義人民共和国の鄭泰和大使、朴龍淵外務省アジア局副局長らと交渉を行った。
その後外務省経済局長等を経て、2008年次官級の外務審議官就任。2009年7月のラクイラ・サミットでは事務方トップとして麻生太郎総理大臣の個人代表（シェルパ）を務めた。
2010年、フランス共和国レジオン・ドヌール勲章シュヴァリエを受章。
2011年から在ジュネーブ国際機関日本政府代表部特命全権大使。福島第一原子力発電所事故を受けて、日本食品の輸入規制を行う国が増えてきたことに対応し、WTOの貿易交渉委員会で、各国の代表団に協定を順守した冷静な対応を求めた。退任後、日仏会館理事。

## 経歴
- 1974年 - 一橋大学法学部中退、外務省入省
- 1975年 - フランス語研修、在フランス日本国大使館アタッシェ
- 1976年 - フランス国立行政学院留学
- 1977年 - 外務省経済局国際経済第一課課長補佐
- 1980年 - 通商産業省資源エネルギー庁石油部政策課長補佐
- 1982年 - 外務省アジア局東南アジア第一課首席事務官
- 1985年 - OECD政府代表部一等書記官（パリ）
- 1988年 - 外務省経済局総務課首席事務官
- 1989年 - 外務省経済局国際経済第一課企画官
- 1990年 - 外務省経済局国際機関第二課長
- 1992年 - 外務省情報調査局企画課長
- 1993年 - 外務省総合外交政策局企画課長
- 1995年 - 在アメリカ合衆国日本国大使館参事官
- 1997年 - ハーヴァード大学国際問題研究所（CFIA）フェロー
- 1998年 - 在アメリカ合衆国日本国大使館公使
- 1998年 - 在大韓民国日本国大使館公使
- 2001年 - 外務省大臣官房外務参事官（経済局担当）
- 2002年 - 外務省大臣官房審議官（経済局担当）
- 2002年 - 外務省大臣官房審議官（総合外交政策局担当）
- 2003年 - 在フランス日本国大使館公使、博覧会国際事務局総会日本政府代表[8]
- 2005年 - 外務省中東アフリカ局アフリカ審議官
- 2007年 - 外務省経済局長
- 2008年 - 外務審議官（経済担当）
- 2010年 - レジオン・ドヌール勲章シュヴァリエ受章
- 2011年 - 在ジュネーブ国際機関日本政府代表部特命全権大使
- 2016年 - 退官
- 2019年 - 日本国際問題研究所客員研究員[9]

## 同期
- 佐々江賢一郎（12年駐米大使・10年外務事務次官・08年政務担当外務審議官）
- 林景一（11年駐英大使・08年内閣官房副長官補・08年駐アイルランド大使）
- 吉川元偉（13年国連大使・10年OECD大使・09年アフガニスタン・パキスタン支援担当大使・06年駐スペイン大使）
- 高松明（11年駐スロバキア大使・科学技術振興機構理事・06年駐キューバ大使）
- 石田仁宏（08年駐アルゼンチン大使・05年駐ペルー大使・72年語学研修員採用、74年外務省公務員採用上級試験に合格して再入省）
- 四宮信隆（10年駐ポルトガル大使・07年駐ドミニカ共和国大使）
- 原田親仁（16年日露関係担当大使・11年駐露大使・08年駐チェコ大使）
- 目賀田周一郎（11年駐メキシコ大使・08年駐ペルー大使）
- 卜部敏直（11年駐フィリピン大使・07年駐アイルランド大使）
- 遠藤茂（09年駐サウジアラビア大使・07年駐チュニジア大使）
- 多賀敏行（12年駐ラトビア大使･09年駐チュニジア大使）
- 斉藤隆志（10年駐ミャンマー大使・06年駐セネガル大使）
- 城田安紀夫（10年駐ノルウェー大使・07年駐イラン大使・04年イラク復興支援等調整担当大使・01年駐カタール大使）
- 山本忠通（12年駐ハンガリー大使・10年アフガニスタン・パキスタン支援担当大使・08年ユネスコ日本政府代表部大使）
- 山中誠（11年駐ポーランド大使・10年科学技術担当大使・07年駐シンガポール大使）
- 佐藤重和（12年駐タイ王国大使・10年駐オーストラリア大使）
- 中根猛（12年駐独大使・09年ウィーン国際機関代表部大使）
- 黒木雅文（13年駐セルビア大使・09年駐カンボジア大使）
- 西ヶ廣渉（14年宮内庁宮務主管・12年駐ルクセンブルク大使・09年駐リビア大使）
- 吉澤裕（12年駐南アフリカ共和国大使・08年駐フィジー大使）
- 貞岡義幸（10年駐パラオ大使）
- 寒川富士夫（10年駐マラウイ大使）
- 沼田幹男（12年駐ミャンマー大使・11年外務省領事局長）
- 白石和子（12年駐リトアニア大使）
- 高橋二雄（13年駐アゼルバイジャン大使）
- 小池孝行（13年駐キルギス大使）
- 中北徹（07年アジア・ゲートウェイ戦略会議座長代理）

## 論文等
- 「洞爺湖サミットシンポジウム 洞爺湖サミットと世界経済の課題（総特集 洞爺湖サミットの課題と展望）」（馬田啓一、槍田松螢他と共著）世界経済評論52（6）（通号634）、2008年6月）
- 「年頭所感」（国際金融（1184）、2008年1月1日）
- 「日本経済外交の展望--北海道洞爺湖サミット、二〇一〇年日本APECに向けて（特集 経済外交のニューウェーブ）」（外交フォーラム 20（10）（通号231）、2007年10月）
- 「トップフォーラム 小田部陽一外務省経済局長との懇談--G8サミット、WTO、EPA」（日本貿易会月報（651）、200年.9月）
- 「日本・ナイジェリア・スペシャル・パートナーシップ・フォーラム」（Africa.47（2）（通号525）、2007年3月4日）
- 「小泉総理大臣アフリカ訪問の意義と成果」（Africa.46（3）（通号521）、2006年6月7日）
- 「小田部陽一アフリカ審議官に聞く」（清水眞理子と共著）（Africa.45（5）（通号517）、2005年10月11日）
- 「WTOドーハ会議の成果と日本〔含 質疑応答〕」（世界経済評論46（2）（通号558）、2002年2月）